# Lịch sử hành chính Hà Giang
Lịch sử hành chính Hà Giang có thể xem mốc khởi đầu từ năm 1891 với Quyết định ngày 20 tháng 8 năm 1891 của Toàn quyền Đông Dương Jean-Marie de Lanessan, thành lập tỉnh Hà Giang, bao gồm phủ Tường Yên và huyện Vĩnh Tuy. Vào thời điểm hiện tại (2019), về mặt hành chính, Hà Giang được chia làm 11 đơn vị hành chính cấp huyện – gồm 1 thành phố trực thuộc tỉnh, 10 huyện – và 193 đơn vị hành chính cấp xã – gồm 175 xã, 5 phường và 13 thị trấn.

## Lịch sử tổ chức hành chính

### Trước khi thành lập tỉnh
Theo các tài liệu lịch sử, vùng đất Hà Giang xưa vốn là địa bàn cư trú của bộ Tây Vu thuộc quốc gia Văn Lang, sau đó là quốc gia Âu Lạc. Thời Bắc thuộc, vùng Hà Giang thuộc địa phận huyện Tây Vu thuộc quận Giao Chỉ.
Sau khi quốc gia Đại Việt độc lập, một thời gian dài vùng đất Hà Giang là vùng tự trị, thuộc phạm vi thế lực của các Tộc tướng xứ Thái, phụ thuộc lỏng lẻo vào Đại Việt. Đến thời Lý, mang tên châu Bình Nguyên, thuộc phủ Phú Lương. Đầu thời Trần, khu vực Hà Giang – Tuyên Quang được gọi là châu Tuyên Quang, thuộc lộ Quốc Oai. Năm 1397 thì đổi thành trấn Tuyên Quang. Khi quân Minh xâm lược Đại Việt, đã đổi trấn Tuyên Quang thành châu Tuyên Hóa và đến năm 1408 thì thăng làm phủ Tuyên Hóa.
Sau khi đánh đuổi quân Minh, vua Lê Thái Tổ chia cả nước thành 5 đạo, dưới đạo là trấn, lộ, phủ, huyện, châu và cuối cùng là cấp xã. Vùng đất Hà Giang – Tuyên Quang lúc đó thuộc vào Tây đạo. Đến năm, 1466 vua Lê Thánh Tông chia cả nước thành 12 đạo thừa tuyên, đặt nơi đây là thừa tuyên Tuyên Quang, lãnh 1 phủ và 5 huyện châu. Năm 1490, thừa tuyên Tuyên Quang được đổi thành xứ Tuyên Quang, gồm huyện Phù Yên (sau đổi là Hàm Yên), 5 châu (Thu sau đổi là Thu Châu, Đại Nam – sau đổi là Chiêm Hóa, Vị Xuyên, Bảo Lạc và Lạc Yên) và phủ An Bình. Vùng đất Hà Giang chủ yếu nằm ở châu Vị Xuyên và một phần của châu Bảo Lạc.
Đến đời Hồng Thuận (1509-1516), xứ Tuyên Quang đổi thành trấn Minh Quang.
Thời Lê Chiêu Tông, triều đình rối ren, giặc giả nổi lên khắp nơi. Vũ Văn Uyên nhân đó nổi lên cát cứ trấn Minh Quang. Vua Lê Chiêu Tông đành phải phong cho Uyên làm Khánh Bá hầu, Đô thống sứ trấn Tuyên Quang. Uyên mở mang thế lực cả một vùng phía Bắc Đại Việt, truyền đời cát cứ. Vùng Hà Giang ngày nay cũng nằm trong phạm vi ảnh hưởng của các chúa Bầu, lập thành các doanh Bình Di, Bình Man, Trần Uy, Yên Biên, Nam Đương, vốn thuộc vào châu Vị Xuyên của trấn Tuyên Quang.
Địa danh Hà Giang lần đầu tiên được nhắc đến trong bài minh khắc trên chuông chùa Sùng Khánh (xã Đạo Đức, Vị Xuyên), được đúc nhân dịp trùng tu chùa vào đầu thời vua Lê Dụ Tông, năm Ất Dậu 1707.
Cuối thế kỷ XVII, thế lực chúa Bầu suy yếu. Năm 1672, nhân lúc triều đình sơ hở, chúa Trịnh mang đại quân đi đánh chúa Nguyễn phía nam, chúa Bầu Vũ Công Tuấn trốn về Tuyên Quang, cấu kết với dòng dõi họ Mạc là Mạc Kính Vũ, tự xưng Tiểu Giao Cương vương và chạy sang Vân Nam nhờ nhà Thanh giúp sức. Thổ ty nhà Thanh nhân dịp này chiếm đất hai châu Vị Xuyên, Bảo Lạc thuộc Tuyên Quang và châu Thủy Vĩ thuộc Hưng Hóa, cướp dân của Đại Việt, cho đặt Tuần ty ở các động ven biên giới để thu thuế. Triều đình Lê - Trịnh nhiều lần cho sứ giả sang đòi lại đất, mãi đến năm 1728 nhà Thanh mới chịu trả lại hầu hết đất đai đã chiếm của Đại Việt, kể cả vùng Tụ Long.
Năm 1802, Gia Long lên ngôi, đổi đặt xứ Tuyên Quang thành trấn Tuyên Quang. Đến năm Minh Mạng thứ 12 (1831), triều đình thực hiện cải cách hành chính đổi trấn thành tỉnh, đổi một số châu thành huyện và sách động thành xã, thống nhất hành chính vùng Bắc Thành cũ. Trấn Tuyên Quang đổi thành tỉnh Tuyên Quang.
Năm 1842 thì chia tỉnh Tuyên Quang thành 3 hạt bao gồm Hà Giang, Bắc Quang và Tuyên Quang.

### Sau khi thành lập tỉnh
Năm 1895, ranh giới Hà Giang được ấn định lại như trên bản đồ ngày nay.
Sau năm 1945, bỏ cấp phủ, gọi chung là huyện. Tỉnh Hà Giang có 1 thị xã Hà Giang và 4 huyện: Bắc Quang, Đồng Văn, Hoàng Su Phì, Vị Xuyên.
Năm 1962, chia huyện Đồng Văn thành 3 huyện: Đồng Văn, Mèo Vạc và Yên Minh; chia huyện Vị Xuyên thành 2 huyện: Vị Xuyên và Quản Bạ.
Năm 1965, chia huyện Hoàng Su Phì thành 2 huyện: Hoàng Su Phì và Xín Mần.
Sau năm 1975, Hà Giang được hợp nhất với tỉnh Tuyên Quang thành tỉnh Hà Tuyên.
Năm 1981, điều chỉnh địa giới một số xã thuộc các huyện Mèo Vạc, Quản Bạ, Vị Xuyên, Hoàng Xu Phì, Xín Mần:
- Sáp nhập một phần xã Xín Cái (Mèo Vạc) vào xã Thượng Phùng.
- Sáp nhập toàn bộ xã Nghĩa Hòa (Quản Bạ) vào xã Nghĩa Thuận.
- Giải thể xã Thanh Hương (Vị Xuyên), sáp nhập vào xã Thanh Đức và xã Xín Chải
- Sáp nhập một phần xã Thanh Đức và xã Phường Tiến (Vị Xuyên) vào xã Thanh Thủy
- Sáp nhập một phần xã Lao Chải (Vị Xuyên) vào xã Xín Chải
- Sáp nhập một phần xã Thàng Tín và xã Thèn Chu Phìn (Hoàng Su Phì) vào xã Pố Lồ
- Sáp nhập một phần xã Pố Lồ (Hoàng Su Phì) vào xã Vinh Quang
- Sáp nhập toàn bộ xã Pốc Pài (Xín Mần) vào xã Pà Vầy Sừ.
- Sáp nhập toàn bộ xã Thèn Phàng (Xín Mần) vào xã Xín Mần
- Sáp nhập toàn bộ xã Bản Pắng và một phần xã Bản Phùng (Xín Mần) vào xã Bản Máy
- Sáp nhập một phần xã Pà Vầy Sừ (Xín Mần) vào xã Chi Cà
- Sáp nhập phần còn lại xã Bản Phùng và một phần xã Bản Dúi (Xín Mần) vào xã Nàn Xỉn.

Năm 1982, điều chỉnh địa giới các huyện Yên Minh, Mèo Vạc và Đồng Văn:
- Sáp nhập một phần huyện Đồng Văn (gồm toàn bộ 4 xã Phú Lũng, Thắng Mố, Sủng Chéng, Sủng Thài) vào huyện Yên Minh
- Sáp nhập một phần huyện Yên Minh (gồm toàn bộ 3 xã Niêm Sơn, Nậm Ban, Tát Ngà) vào huyện Mèo Vạc
- Điều chỉnh địa giới hành chính 2 xã Bạch Đích vào xã Na Khê (Yên Minh)

Năm 1983, chia huyện Vị Xuyên thành 2 huyện: Vị Xuyên và Bắc Mê; điều chỉnh địa giới các huyện Vị Xuyên, Xín Mần, Hoàng Su Phì, Bắc Quang:
- Thành lập huyện Bắc Mê trên cơ sở một phần huyện Vị Xuyên. Huyện Bắc Mê có các xã Phú Nam, Đường Âm, Yên Phú, Yên Cường, Thượng Tân, Giáp Chung, Lạc Nông, Minh Ngọc, Minh Sơn, Yên Định.
- Sáp nhập toàn bộ xã Bản Máy (Xìn Mần) vào huyện Hoàng Su Phì
- Sáp nhập một phần huyện Hoàng Su Phì (gồm toàn bộ 2 xã Trung Thịnh, Nàng Đôn) vào huyện Xín Mần
- Thành lập xã Xuân Minh (Bắc Quang) trên cơ sở một phần xã Xuân Lập
- Sáp nhập một phần huyện Bắc Quang vào huyện Xín Mần (sáp nhập 3 xã Nà Chì, Khuôn Lùng, Quảng Nguyên), huyện Hoàng Su Phì (sáp nhập 3 xã Thông Nguyên, Tiên Nguyên, Xuân Minh), huyện Vị Xuyên (sáp nhập các xã Thượng Sơn, Quảng Ngần, Trung Thành, Bạch Ngọc, Việt Lâm và thị trấn nông trường Việt Lâm).

Năm 1986, chia tách một số xã, thị trấn thuộc huyện Bắc Quang:
- Thành lập thị trấn Việt Quang (Bắc Quang) trên cơ sở một phần xã Việt Vinh và xã Quang Minh. Thị trấn Việt Quang có diện tích tự nhiên 1.797,23 hécta với 10.332 nhân khẩu.
- Thành lập xã Việt Hồng (Bắc Quang) trên cơ sở một phần xã Yên Hà, Việt Vinh và Hùng An. Xã Việt Hồng có diện tích tự nhiên 970 hécta với 1.175 nhân khẩu.
- Thành lập xã Đức Xuân (Bắc Quang) trên cơ sở một phần xã Liên Hiệp. Xã Đức Xuân có diện tích tự nhiên 4.592 hécta với 1.154 nhân khẩu.

Năm 1987, chia tách một số xã thuộc huyện Bắc Mê:
- Thành lập xã Đường Hồng (Bắc Mê) trên cơ sở một phần xã Đường Âm. Xã Đường Hồng có 4.320 hécta đất với 2.333 nhân khẩu.
- Thành lập xã Phiêng Luông (Bắc Mê) trên cơ sở một phần xã Yên Cường. Xã Phiêng Luông có 2.108 hécta đất với 616 nhân khẩu.
- Thành lập xã Yên Phong (Bắc Mê) trên cơ sở một phần xã Yên Phú. Xã Yên Phong có 4.833 hécta đất với 1.566 nhân khẩu.
- Sáp nhập một phần xã Minh Ngọc (Bắc Mê) vào xã Thượng Tân. Xã Minh Ngọc có 8.391 hécta đất với 2.085 nhân khẩu. Xã Thượng Tân có 7.119 hécta đất với 1.345 nhân khẩu.

Năm 1991, tái lập tỉnh Hà Giang từ tỉnh Hà Tuyên. Tỉnh Hà Giang có 10 đơn vị hành chính gồm thị xã Hà Giang (tỉnh lị) và 9 huyện: Bắc Mê, Bắc Quang, Đồng Văn, Hoàng Su Phì, Mèo Vạc, Quản Bạ, Vị Xuyên, Xín Mần, Yên Minh.
Năm 1994, thành lập một số phường, xã, thị trấn thuộc thị xã Hà Giang và các huyện Vị Xuyên, Bắc Quang; điều chỉnh địa giới huyện Hoàng Su Phì và huyện Xín Mần.
Năm 1997, chia tách một số xã thuộc các huyện Yên Minh, Bắc Quang và Vị Xuyên:
- Thành lập xã Du Tiến (Yên Minh) trên cơ sở một phần xã Du Già. Xã Du Tiến có 5.815,3 ha diện tích tự nhiên và 2.223 nhân khẩu.
- Thành lập xã Mậu Long (Yên Minh) trên cơ sở một phần xã Mậu Duệ và xã Ngọc Long. Xã Mậu Long có diện tích tự nhiên 7.071,8 ha và 3.228 nhân khẩu.
- Thành lập xã Thượng Bình (Bắc Quang) trên cơ sở một phần xã Bằng Hành. Xã Thượng Bình có 4.374,3 ha diện tích tự nhiên và 1.701 nhân khẩu.
- Thành lập xã Tân Thành (Bắc Quang) trên cơ sở một phần xã Tân Lập (Bắc Quang) và xã Quảng Ngần (Vị Xuyên). Xã Tân Thành có 3.484,5 ha diện tích tự nhiên và 1.847 nhân khẩu

Năm 1999, chia tách một số xã, thị trấn thuộc các huyện Mèo Vạc, Yên Minh, Quản Bạ, Bắc Quang, Hoàng Su Phì và thị xã Hà Giang:
- Thành lập thị trấn Mèo Vạc (Mèo Vạc) trên cơ sở một phần xã Mèo Vạc. Thị trấn Mèo Vạc có 1.441 ha diện tích tự nhiên, 4.074 nhân khẩu.
- Thành lập xã Tả Lủng (Mèo Vạc) trên cơ sở phần còn lại xã Mèo Vạc và một phần xã Sủng Trà. Xã Tả Lủng có 1.955 ha diện tích tự nhiên và 2.013 nhân khẩu.
- Giải thể xã Yên Minh (Yên Minh), thành lập thị trấn Yên Minh, xã Hữu Vinh, xã Đông Minh trên cơ sở một phần xã Yên Minh. Sáp nhập phần còn lại của xã Yên Minh vào xã Sủng Tráng và xã Lao Và Chải. Thị trấn Yên Minh có 3.047 ha diện tích tự nhiên và 4.932 nhân khẩu. Xã Hữu Vinh có 2.554,9 ha diện tích tự nhiên và 2.587 nhân khẩu. Xã Đông Minh có 2.086 ha diện tích tự nhiên và 2.009 nhân khẩu. Xã Sủng Tráng có 2.181 ha diện tích tự nhiên và 2.789 nhân khẩu. Xã Lao Và Chải có 5.209 ha diện tích tự nhiên và 3.392 nhân khẩu.
- Thành lập thị trấn Tam Sơn (Quản Bạ) trên cơ sở một phần xã Quản Bạ. Thị trấn Tam Sơn có 1.230 ha diện tích tự nhiên và 3.858 nhân khẩu.
- Thành lập xã Đồng Tiến (Bắc Quang) trên cơ sở một phần xã Đồng Tâm. Xã Đồng Tiến có 3.385,6 ha diện tích tự nhiên và 2.293 nhân khẩu.
- Thành lập xã Yên Thành (Bắc Quang) trên cơ sở một phần xã Yên Bình. Xã Yên Thành có 5.896 ha diện tích tự nhiên và 2.826 nhân khẩu.
- Thành lập thị trấn Vinh Quang (Hoàng Su Phì) trên cơ sở toàn bộ xã Vinh Quang. Thị trấn Vinh Quang có 481 ha diện tích tự nhiên, 2.182 nhân khẩu.
- Thành lập xã Kim Linh (TX. Hà Giang) trên cơ sở một phần xã Kim Thạch. Xã Kim Linh có 3.590 ha diện tích tự nhiên và 2.064 nhân khẩu.

Năm 2003, chia tách một số xã thuộc huyện Bắc Quang; thành lập huyện Quang Bình được thành lập trên cơ sở tách 12 xã thuộc huyện Bắc Quang, 2 xã thuộc huyện Hoàng Su Phì và 1 xã thuộc huyện Xín Mần:
- Điều chỉnh một số đơn vị hành chính cấp xã thuộc huyện Bắc Quang:

- Thành lập xã Tân Bắc trên cơ sở một phần xã Tân Trịnh. Xã Tân Bắc có 5.690 ha diện tích tự nhiên và 3.644 nhân khẩu.
- Thành lập xã Đông Thành trên cơ sở một phần xã Đồng Yên và xã Vĩnh Hảo. Xã Đông Thành có 5.369,1 ha diện tích tự nhiên và 2.736 nhân khẩu.
- Thành lập huyện Quang Bình trên cơ sở một phần huyện Bắc Quang (gồm toàn bộ các xã Bản Rịa, Yên Thành, Yên Bình, Bằng Lang, Xuân Giang, Nà Khương, Yên Hà, Tiên Yên, Hương Sơn, Tân Trịnh, Vĩ Thượng, Tân Bắc), huyện Hoàng Su Phì (gồm toàn bộ các xã Tiên Nguyên, Xuân Minh) và huyện Xín Mần (toàn bộ xã Tân Nam). Huyện Quang Bình có 77.463 ha diện tích tự nhiên và 50.886 nhân khẩu, có 15 đơn vị hành chính trực thuộc

Năm 2005, thành lập phường Ngọc Hà thuộc thị xã Hà Giang và xã Niêm Tòng thuộc huyện Mèo Vạc:
- Thành lập phường Ngọc Hà (TX. Hà Giang) trên cơ sở một phần phường Trần Phú và xã Ngọc Đường. Phường Ngọc Hà có 238,10 ha diện tích tự nhiên và 3.027 nhân khẩu.
- Sáp nhập một phần xã Ngọc Đường (TX. Hà Giang) vào phường Quang Trung. Phường Quang Trung có 1.132 ha diện tích tự nhiên và 3.623 nhân khẩu.
- Thành lập xã Niêm Tòng (Mèo Vạc) trên cơ sở một phần xã Niêm Sơn và xã Khâu Vai. Xã Niêm Tòng có 3.151,25 ha diện tích tự nhiên và 3.656 nhân khẩu.

Năm 2006, điều chỉnh địa giới thị xã Hà Giang và huyện Vị Xuyên:
- Sáp nhập một phần thị xã Hà Giang (toàn bộ các xã Phú Linh, Kim Linh, Kim Thạch) vào huyện Vị Xuyên
- Sáp nhập một phần phường Quang Trung (TX. Hà Giang) vào xã Phong Quang (Vị Xuyên)
- Sáp nhập một phần huyện Vị Xuyên (toàn bộ các xã Phương Độ, Phương Thiện) vào thị xã Hà Giang.

Năm 2009, thành lập thị trấn huyện lị thuộc các huyện Đồng Văn, Bắc Mê và Xín Mần:
- Sáp nhâp một phần xã Đồng Văn (Đồng Văn) vào xã Thài Phìn Tủng. Xã Thài Phìn Tủng có tổng diện tích tự nhiên là 2.132.22 ha và tổng dân số là 4.026 nhân khẩu.
- Thành lập thị trấn Đồng Văn (Đồng Văn) trên cơ sở phần còn lại của xã Đồng Văn. Thị trấn Đồng Văn có tổng diện tích tự nhiên là 3.030,65 ha và tổng dân số là 5.935 nhân khẩu.
- Thành lập thị trấn Yên Phú (Bắc Mê) trên cơ sở toàn bộ xã Yên Phú. Thị trấn Yên Phú có tổng diện tích tự nhiên là 6.723,31 ha và tổng dân số là 6.082 nhân khẩu.
- Thành lập thị trấn Cốc Pài (Xín Mần) trên cơ sở toàn bộ xã Cốc Pài. Thị trấn Cốc Pài có tổng diện tích tự nhiên là 1.647,38 ha và tổng dân số là 3.969 nhân khẩu.

Năm 2010, thành lập thành phố Hà Giang. Cùng năm, thành lập thị trấn Yên Bình thuộc huyện Quang Bình:
- Thành lập thành phố Hà Giang trên cơ sở toàn bộ thị xã Hà Giang. Thành phố Hà Giang có diện tích tự nhiên 13.531,93 ha và 71.689 nhân khẩu, 08 đơn vị hành chính cấp xã, gồm các phường: Trần Phú, Minh Khai, Nguyễn Trãi, Quang Trung, Ngọc Hà và các xã: Ngọc Đường, Phương Thiện, Phương Độ.
- Thành lập thị trấn Yên Bình (Quang Bình) trên cơ sở toàn bộ xã Yên Bình. Thị trấn Yên Bình có 4.750 ha diện tích tự nhiên và 6.665 nhân khẩu.

Năm 2019, hợp nhất một số xã thuộc các huyện Hoàng Su Phì, Xín Mần:
- Sáp nhập toàn bộ xã Bản Péo (Hoàng Su Phì) vào xã Nậm Dịch. Xã Nậm Dịch có 30,56 km² diện tích tự nhiên và quy mô dân số 3.612 người.
- Sáp nhập toàn bộ xã Ngán Chiên (Xín Mần) vào xã Trung Thịnh. Xã Trung Thịnh có 29,95 km² diện tích tự nhiên và quy mô dân số 6.366 người.